# Relaciones Camboya-Chile
Las relaciones Camboya-Chile son las relaciones internacionales entre el Reino de Camboya y la República de Chile.

## Historia

### SigloXX
Las relaciones diplomáticas entre Camboya y Chile fueron establecidas el 9 de enero de 1974. Pese a que 9 días más tarde, Chile rompió relaciones diplomáticas con Camboya, estas se restablecieron posterior a 1990.

## Relaciones comerciales
En 2023, el intercambio comercial entre ambos países ascendió a los 92,1 millones de dólares estadounidenses, lo que supuso un 11,4% de crecimiento promedio anual en los últimos cinco años. Los principales productos exportados por Chile fueron escorias cupríferas, madera de pino insigne y cobre, mientras que Camboya exportó mayoritariamente prendas de vestir y calzados.

## Misiones diplomáticas
- La embajada de Camboya en los Estados Unidos concurre con representación diplomática a Chile.[3]
- La embajada de Chile en Tailandia concurre con representación diplomática a Camboya.[3]